# Даррон Гібсон
Да́ррон То́мас Даніе́ль Ґі́бсон (англ. Darron Thomas Daniel Gibson, нар. 25 жовтня 1987, Деррі, Північна Ірландія) — ірландський футболіст, півзахисник «Евертона» та збірної Ірландії.

## Досягнення
- Чемпіон Англії:

«Манчестер Юнайтед»: 2008-09, 2010-11
- Володар Кубка Англії:

«Манчестер Юнайтед»: 1993-94, 1995-96, 1998-99, 2003-04
- Володар Суперкубка Англії з футболу:

«Манчестер Юнайтед»: 2007, 2008, 2010, 2011
- Володар Кубка Футбольної ліги:

«Манчестер Юнайтед»: 2008-09, 2009-10